# Tidmore Bend (Alabama)
Tidmore Bend es un lugar designado por el censo ubicado en el condado de Etowah en el estado estadounidense de Alabama. En el Censo de 2010 tenía una población de 1245 habitantes y una densidad poblacional de 80,29 personas por km².

## Geografía
Tidmore Bend se encuentra ubicado en las coordenadas 34°1′57″N 85°55′31″O / 34.03250, -85.92528. Según la Oficina del Censo de los Estados Unidos, Tidmore Bend tiene una superficie total de 24.95 km², de la cual 24.95 km² corresponden a tierra firme y (0%) 0 km² es agua.

## Demografía
Según el censo de 2010, había 1245 personas residiendo en Tidmore Bend. La densidad de población era de 80,29 hab./km². De los 1245 habitantes, Tidmore Bend estaba compuesto por el 4.18% blancos, el 0.72% eran afroamericanos, el 0.72% eran amerindios, el 0.16% eran asiáticos, el 0% eran isleños del Pacífico, el 0.16% eran de otras razas y el 1.37% pertenecían a dos o más razas. Del total de la población el 0.96% eran hispanos o latinos de cualquier raza.